# Saison 2021-2022 du Magic d'Orlando
La saison 2021-2022 du Magic d'Orlando est la 33e saison de la franchise au sein de la National Basketball Association (NBA).
Le 20 août 2021, la ligue annonce que la saison régulière démarre le 19 octobre 2021, avec un format typique de 82 matchs.
Lors de l'intersaison, l'entraîneur en activité depuis 2018, Steve Clifford et la franchise se séparent. Il est remplacé au début de la saison par Jamahl Mosley, qui obtient sa première expérience en tant qu'entraîneur en chef.
La franchise récupère le 5e choix de la draft lors de la loterie, et sélectionne Jalen Suggs. De plus, le Magic choisit Franz Wagner en 8e choix, frère du joueur de l'équipe Moritz Wagner.
Le 20 mars 2022, l'équipe est officiellement éliminée de la course aux playoffs, pour la deuxième saison consécutive, terminant la saison avec un bilan de 22-60, à la dernière place de la conférence Est.

## Draft
| Tour | Choix | Joueur        | Poste | Nationalité | Provenance             |
| ---- | ----- | ------------- | ----- | ----------- | ---------------------- |
| 1    | 5     | Jalen Suggs   | PG/SG | États-Unis  | Bulldogs de Gonzaga    |
| 1    | 8     | Franz Wagner  | SF    | Allemagne   | Wolverines du Michigan |
| 2    | 33    | Jason Preston | PG    | États-Unis  | Bobcats de l'Ohio      |

## Matchs

### Summer League
| Summer League Total: 2-3 |

| Match | Date match | Équipe       | Score        | Meilleur marqueur    | Meilleur rebondeur   | Meilleur passeur    | Lieux                | Série |
| ----- | ---------- | ------------ | ------------ | -------------------- | -------------------- | ------------------- | -------------------- | ----- |
| 1     | 9 août     | Golden State | V 91-89 (OT) | Jalen Suggs (24)     | Jalen Suggs (9)      | Trois joueurs (3)   | Thomas & Mack Center | 1 - 0 |
| 2     | 11 août    | Cleveland    | D 84-94      | Jalen Suggs (16)     | Jalen Suggs (8)      | Jalen Suggs (5)     | Thomas & Mack Center | 1 - 1 |
| 3     | 12 août    | Boston       | D 71-108     | Tahjere McCall (12)  | Midtgaard, Teske (4) | Tahj Eaddy (3)      | Cox Pavilion         | 1 - 2 |
| 4     | 15 août    | Houston      | V 89-76      | Cole Anthony (15)    | Cole Anthony (7)     | Hassani Gravett (5) | Thomas & Mack Center | 2 - 2 |
| 5     | 16 août    | Détroit      | D 78-79      | Hassani Gravett (19) | Shakur Juiston (5)   | Dowtin, Juiston (4) | Thomas & Mack Center | 2 - 3 |

### Pré-saison
| Pré-saison Total: 1-3 (Domicile : 1-1; Extérieur : 0-2) |

| Match | Date match | Équipe                | Score     | Meilleur marqueur       | Meilleur rebondeur      | Meilleur passeur  | Lieux Spectateurs           | Série |
| ----- | ---------- | --------------------- | --------- | ----------------------- | ----------------------- | ----------------- | --------------------------- | ----- |
| 1     | 4 octobre  | @ Boston              | D 97-98   | Anthony, M. Wagner (16) | Mohamed Bamba (10)      | Cole Anthony (6)  | TD Garden 19 156            | 0 - 1 |
| 2     | 6 octobre  | @ La Nouvelle-Orléans | D 86-104  | Wendell Carter Jr. (13) | Wendell Carter Jr. (11) | Sept joueurs (2)  | Smoothie King Center 12 407 | 0 - 2 |
| 3     | 10 octobre | San Antonio           | D 100-101 | Terrence Ross (20)      | Mohamed Bamba (10)      | Cole Anthony (5)  | Amway Center 12 509         | 0 - 3 |
| 4     | 13 octobre | Boston                | V 103-102 | R. J. Hampton (20)      | Wendell Carter Jr. (9)  | Terrence Ross (5) | Amway Center 13 519         | 1 - 3 |

### Saison régulière
| Saison régulière Total: 22-60 (Domicile : 12-29; Extérieur : 10-31) |

| Match | Date match | Équipe        | Score     | Meilleur marqueur     | Meilleur rebondeur      | Meilleur passeur   | Lieux Spectateurs            | Série |
| ----- | ---------- | ------------- | --------- | --------------------- | ----------------------- | ------------------ | ---------------------------- | ----- |
| 1     | 20 octobre | @ San Antonio | D 97-123  | Mohamed Bamba (18)    | Wendell Carter Jr. (8)  | Anthony, Bamba (4) | AT&T Center 16 697           | 0 - 1 |
| 2     | 22 octobre | New York      | D 96-121  | Franz Wagner (16)     | Wendell Carter Jr. (11) | Jalen Suggs (8)    | Amway Center 18 846          | 0 - 2 |
| 3     | 24 octobre | @ New York    | V 110-104 | Cole Anthony (29)     | Cole Anthony (16)       | Cole Anthony (8)   | Madison Square Garden 16 273 | 1 - 2 |
| 4     | 25 octobre | @ Miami       | D 90-107  | Suggs, F. Wagner (15) | Anthony, Carter Jr. (9) | Cole Anthony (5)   | FTX Arena 14 082             | 1 - 3 |
| 5     | 27 octobre | Charlotte     | D 111-120 | Cole Anthony (24)     | Bamba, Carter Jr. (10)  | Cole Anthony (6)   | Amway Center 19 800          | 1 - 4 |
| 6     | 29 octobre | @ Toronto     | D 109-110 | Cole Anthony (24)     | Mohamed Bamba (18)      | Anthony, Bamba (5) | Scotiabank Arena 19 600      | 1 - 5 |
| 7     | 30 octobre | @ Détroit     | D 103-110 | Franz Wagner (19)     | Cole Anthony (10)       | Jalen Suggs (6)    | Little Caesars Arena 11 423  | 1 - 6 |

| Match | Date match   | Équipe         | Score     | Meilleur marqueur        | Meilleur rebondeur      | Meilleur passeur        | Lieux Spectateurs                 | Série  |
| ----- | ------------ | -------------- | --------- | ------------------------ | ----------------------- | ----------------------- | --------------------------------- | ------ |
| 8     | 1er novembre | @ Minnesota    | V 115-97  | Cole Anthony (31)        | Wendell Carter Jr. (14) | Cole Anthony (8)        | Target Center 14 744              | 2 - 6  |
| 9     | 3 novembre   | Boston         | D 79-92   | Anthony, Carter Jr. (13) | Wendell Carter Jr. (13) | Anthony, Carter Jr. (4) | Amway Center 12 735               | 2 - 7  |
| 10    | 5 novembre   | San Antonio    | D 89-102  | Cole Anthony (21)        | Wendell Carter Jr. (10) | Cole Anthony (6)        | Amway Center 14 101               | 2 - 8  |
| 11    | 7 novembre   | Utah           | V 107-100 | Cole Anthony (33)        | Wendell Carter Jr. (15) | Wendell Carter Jr. (6)  | Amway Center 13 386               | 3 - 8  |
| 12    | 10 novembre  | Brooklyn       | D 90-123  | Terrence Ross (17)       | Mohamed Bamba (9)       | Jalen Suggs (4)         | Amway Center 13 882               | 3 - 9  |
| 13    | 13 novembre  | Washington     | D 92-104  | Cole Anthony (22)        | Mohamed Bamba (17)      | Cole Anthony (8)        | Amway Center 17 272               | 3 - 10 |
| 14    | 15 novembre  | @ Atlanta      | D 111-129 | Cole Anthony (29)        | Wendell Carter Jr. (9)  | Cole Anthony (11)       | State Farm Arena 13 061           | 3 - 11 |
| 15    | 17 novembre  | @ New York     | V 104-98  | Terrence Ross (19)       | Mohamed Bamba (12)      | Cole Anthony (7)        | Madison Square Garden 16 680      | 4 - 11 |
| 16    | 19 novembre  | @ Brooklyn     | D 113-115 | Jalen Suggs (21)         | Mohamed Bamba (10)      | Cole Anthony (9)        | Barclays Center 16 966            | 4 - 12 |
| 17    | 20 novembre  | @ Milwaukee    | D 108-117 | R. J. Hampton (19)       | Mohamed Bamba (7)       | R. J. Hampton (9)       | Fiserv Forum 17 341               | 4 - 13 |
| 18    | 22 novembre  | @ Milwaukee    | D 92-123  | Moritz Wagner (18)       | Wendell Carter Jr. (10) | R. J. Hampton (5)       | Fiserv Forum 17 341               | 4 - 14 |
| 19    | 24 novembre  | Charlotte      | D 99-106  | Mohamed Bamba (18)       | Mohamed Bamba (12)      | Hampton, Suggs (6)      | Amway Center 16 114               | 4 - 15 |
| 20    | 26 novembre  | Chicago        | D 88-123  | Wendell Carter Jr. (26)  | Wendell Carter Jr. (10) | Harris, F. Wagner (4)   | Amway Center 18 236               | 4 - 16 |
| 21    | 27 novembre  | @ Cleveland    | D 92-105  | Wendell Carter Jr. (19)  | Wendell Carter Jr. (11) | Lopez, F. Wagner (4)    | Rocket Mortgage FieldHouse 18 248 | 4 - 17 |
| 22    | 29 novembre  | @ Philadelphie | D 96-101  | Franz Wagner (27)        | Mohamed Bamba (17)      | Suggs, F. Wagner (5)    | Wells Fargo Center 20 193         | 4 - 18 |

| Match | Date match   | Équipe              | Score     | Meilleur marqueur  | Meilleur rebondeur      | Meilleur passeur       | Lieux Spectateurs       | Série  |
| ----- | ------------ | ------------------- | --------- | ------------------ | ----------------------- | ---------------------- | ----------------------- | ------ |
| 23    | 1er décembre | Denver              | V 108-103 | Cole Anthony (24)  | Anthony, Carter Jr. (8) | Cole Anthony (7)       | Amway Center 14 191     | 5 - 18 |
| 24    | 3 décembre   | @ Houston           | D 116-118 | Cole Anthony (26)  | Wendell Carter Jr. (16) | Cole Anthony (7)       | Toyota Center 13 697    | 5 - 19 |
| 25    | 6 décembre   | @ Golden State      | D 95-126  | Gary Harris (17)   | Wendell Carter Jr. (12) | Franz Wagner (6)       | Chase Center 18 064     | 5 - 20 |
| 26    | 8 décembre   | @ Sacramento        | D 130-142 | Cole Anthony (33)  | Wendell Carter Jr. (10) | Cole Anthony (8)       | Golden 1 Center 14 364  | 5 - 21 |
| 27    | 11 décembre  | @ L.A. Clippers     | D 104-106 | Cole Anthony (23)  | Wendell Carter Jr. (14) | Wendell Carter Jr. (7) | Staples Center 17 156   | 5 - 22 |
| 28    | 12 décembre  | @ L.A. Lakers       | D 94-106  | Cole Anthony (21)  | Robin Lopez (9)         | Cole Anthony (5)       | Staples Center 18 997   | 5 - 23 |
| 29    | 15 décembre  | Atlanta             | D 99-111  | Moritz Wagner (19) | Wendell Carter Jr. (15) | Terrence Ross (8)      | Amway Center 13 576     | 5 - 24 |
| 30    | 17 décembre  | Miami               | D 105-115 | Franz Wagner (27)  | Chuma Okeke (10)        | Gary Harris (5)        | Amway Center 14 103     | 5 - 25 |
| 31    | 18 décembre  | @ Brooklyn          | V 100-93  | Robin Lopez (20)   | Franz Wagner (11)       | Franz Wagner (6)       | Barclays Center 16 292  | 6 - 25 |
| -     | 20 décembre  | @ Toronto           | Reporté   | Reporté            | Reporté                 | Reporté                | Scotiabank Arena        | -      |
| 32    | 22 décembre  | @ Atlanta           | V 104-98  | Franz Wagner (25)  | Freddie Gillespie (8)   | Robin Lopez (11)       | State Farm Arena 15 299 | 7 - 25 |
| 33    | 23 décembre  | La Nouvelle-Orléans | D 104-110 | Gary Harris (22)   | Wendell Carter Jr. (12) | Cole Anthony (11)      | Amway Center 13 954     | 7 - 26 |
| 34    | 26 décembre  | @ Miami             | D 83-93   | Gary Harris (20)   | Wendell Carter Jr. (14) | R. J. Hampton (5)      | FTX Arena 19 600        | 7 - 27 |
| 35    | 28 décembre  | Milwaukee           | D 110-127 | Franz Wagner (38)  | Wendell Carter Jr. (10) | Quatre joueurs (4)     | Amway Center 16 696     | 7 - 28 |
| 36    | 30 décembre  | Milwaukee           | D 118-136 | Franz Wagner (20)  | Wendell Carter Jr. (10) | Trois joueurs (5)      | Amway Center 15 855     | 7 - 29 |

| Match | Date match | Équipe         | Score          | Meilleur marqueur         | Meilleur rebondeur      | Meilleur passeur       | Lieux Spectateurs               | Série   |
| ----- | ---------- | -------------- | -------------- | ------------------------- | ----------------------- | ---------------------- | ------------------------------- | ------- |
| 37    | 2 janvier  | @ Boston       | D 111-116 (OT) | Terrence Ross (33)        | Wendell Carter Jr. (16) | Wendell Carter Jr. (7) | TD Garden 19 156                | 7 - 30  |
| 38    | 3 janvier  | @ Chicago      | D 98-102       | Franz Wagner (22)         | Wendell Carter Jr. (10) | Tim Frazier (5)        | United Center 20 502            | 7 - 31  |
| 39    | 5 janvier  | Philadelphie   | D 106-116      | Cole Anthony (26)         | Wendell Carter Jr. (10) | Cole Anthony (7)       | Amway Center 13 116             | 7 - 32  |
| 40    | 8 janvier  | @ Détroit      | D 92-97        | Gary Harris (28)          | Chuma Okeke (10)        | Cole Anthony (6)       | Little Caesars Arena 18 644     | 7 - 33  |
| 41    | 9 janvier  | Washington     | D 100-102      | Terrence Ross (32)        | Mohamed Bamba (9)       | Chuma Okeke (5)        | Amway Center 13 223             | 7 - 34  |
| 42    | 12 janvier | @ Washington   | D 106-112      | Cole Anthony (19)         | Anthony, Lopez (11)     | Franz Wagner (10)      | Capital One Arena 13 138        | 7 - 35  |
| 43    | 14 janvier | @ Charlotte    | V 116-109      | Moritz Wagner (26)        | Chuma Okeke (10)        | Cole Anthony (8)       | Spectrum Center 16 011          | 8 - 35  |
| 44    | 15 janvier | @ Dallas       | D 92-108       | Robin Lopez (16)          | Bamba, Okeke (6)        | Anthony, F. Wagner (3) | American Airlines Center 19 816 | 8 - 36  |
| 45    | 17 janvier | Portland       | D 88-98        | F. Wagner, M. Wagner (14) | Anthony, Bamba (9)      | Cole Anthony (6)       | Amway Center 13 648             | 8 - 37  |
| 46    | 19 janvier | @ Philadelphie | D 110-123      | Mohamed Bamba (32)        | Franz Wagner (11)       | Cole Anthony (8)       | Wells Fargo Center 20 081       | 8 - 38  |
| 47    | 21 janvier | L.A. Lakers    | D 105-116      | Jalen Suggs (22)          | Mohamed Bamba (8)       | Jalen Suggs (9)        | Amway Center 18 846             | 8 - 39  |
| 48    | 23 janvier | Chicago        | V 114-95       | Moritz Wagner (23)        | Carter Jr., Okeke (7)   | Jalen Suggs (7)        | Amway Center 18 846             | 9 - 39  |
| 49    | 26 janvier | L.A. Clippers  | D 102-111      | Franz Wagner (21)         | Wendell Carter Jr. (9)  | Cole Anthony (11)      | Amway Center 12 448             | 9 - 40  |
| 50    | 28 janvier | Détroit        | V 119-103      | Franz Wagner (24)         | Bamba, Carter Jr. (11)  | Cole Anthony (9)       | Amway Center 13 156             | 10 - 40 |
| 51    | 30 janvier | Dallas         | V 110-108      | Chuma Okeke (19)          | Wendell Carter Jr. (14) | Cole Anthony (6)       | Amway Center 13 376             | 11 - 40 |

| Match                  | Date match  | Équipe     | Score     | Meilleur marqueur       | Meilleur rebondeur      | Meilleur passeur       | Lieux Spectateurs              | Série   |
| ---------------------- | ----------- | ---------- | --------- | ----------------------- | ----------------------- | ---------------------- | ------------------------------ | ------- |
| 52                     | 1er février | @ Chicago  | D 115-126 | Wendell Carter Jr. (24) | Bamba, Carter Jr. (8)   | Cole Anthony (9)       | United Center 20 217           | 11 - 41 |
| 53                     | 2 février   | @ Indiana  | V 119-118 | Gary Harris (22)        | Wendell Carter Jr. (18) | Anthony, Suggs (8)     | Gainbridge Fieldhouse 14 528   | 12 - 41 |
| 54                     | 5 février   | Memphis    | D 115-135 | Cole Anthony (22)       | Wendell Carter Jr. (10) | Anthony, Suggs (5)     | Amway Center 18 846            | 12 - 42 |
| 55                     | 6 février   | Boston     | D 83-116  | Jalen Suggs (17)        | Mohamed Bamba (10)      | Jalen Suggs (5)        | Amway Center 14 402            | 12 - 43 |
| 56                     | 8 février   | @ Portland | V 113-95  | Cole Anthony (23)       | Bamba, F. Wagner (9)    | Cole Anthony (9)       | Moda Center 16 024             | 13 - 43 |
| 57                     | 11 février  | @ Utah     | D 99-114  | Wendell Carter Jr. (22) | Wendell Carter Jr. (9)  | Jalen Suggs (7)        | Vivint Smart Home Arena 18 306 | 13 - 44 |
| 58                     | 12 février  | @ Phoenix  | D 105-132 | Jalen Suggs (20)        | Wendell Carter Jr. (11) | Jalen Suggs (10)       | Footprint Center 17 071        | 13 - 45 |
| 59                     | 14 février  | @ Denver   | D 111-121 | Franz Wagner (26)       | Wendell Carter Jr. (12) | Gary Harris (6)        | Ball Arena 15 025              | 13 - 46 |
| 60                     | 16 février  | Atlanta    | D 109-130 | Cole Anthony (23)       | Wendell Carter Jr. (10) | Wendell Carter Jr. (6) | Amway Center 14 398            | 13 - 47 |
| NBA All-Star Game 2022 |             |            |           |                         |                         |                        |                                |         |
| 61                     | 25 février  | Houston    | V 119-111 | Chuma Okeke (26)        | Wendell Carter Jr. (12) | Cole Anthony (6)       | Amway Center 16 631            | 14 - 47 |
| 62                     | 28 février  | Indiana    | V 119-103 | Wendell Carter Jr. (21) | Wendell Carter Jr. (12) | Jalen Suggs (10)       | Amway Center 13 014            | 15 - 47 |

| Match | Date match | Équipe                | Score          | Meilleur marqueur       | Meilleur rebondeur      | Meilleur passeur          | Lieux Spectateurs                 | Série   |
| ----- | ---------- | --------------------- | -------------- | ----------------------- | ----------------------- | ------------------------- | --------------------------------- | ------- |
| 63    | 2 mars     | Indiana               | D 114-122 (OT) | Franz Wagner (28)       | Wendell Carter Jr. (18) | Carter Jr., Suggs (5)     | Amway Center 11 221               | 15 - 48 |
| 64    | 4 mars     | @ Toronto             | V 103-97       | Cole Anthony (15)       | Cole Anthony (12)       | Jalen Suggs (7)           | Scotiabank Arena 19 081           | 16 - 48 |
| 65    | 5 mars     | @ Memphis             | D 96-124       | Cole Anthony (19)       | Moritz Wagner (11)      | Franz Wagner (6)          | FedExForum 17 794                 | 16 - 49 |
| 66    | 8 mars     | Phoenix               | D 99-102       | Wendell Carter Jr. (20) | Mohamed Bamba (15)      | Cole Anthony (5)          | Amway Center 14 024               | 16 - 50 |
| 67    | 9 mars     | @ La Nouvelle-Orléans | V 108-102      | Cole Anthony (19)       | Moritz Wagner (9)       | Anthony, Carter Jr. (5)   | Smoothie King Center 15 633       | 17 - 50 |
| 68    | 11 mars    | Minnesota             | V 118-110      | Mohamed Bamba (27)      | Mohamed Bamba (12)      | Markelle Fultz (7)        | Amway Center 14 557               | 18 - 50 |
| 69    | 13 mars    | Philadelphie          | D 114-116 (OT) | Wendell Carter Jr. (23) | Wendell Carter Jr. (12) | Markelle Fultz (11)       | Amway Center 14 444               | 18 - 51 |
| 70    | 15 mars    | Brooklyn              | D 108-150      | Cole Anthony (19)       | Moritz Wagner (11)      | Cole Anthony (7)          | Amway Center 15 282               | 18 - 52 |
| 71    | 17 mars    | Détroit               | D 120-134      | Franz Wagner (26)       | Mohamed Bamba (12)      | Cole Anthony (7)          | Amway Center 14 369               | 18 - 53 |
| 72    | 20 mars    | Oklahoma City         | V 90-85        | Wendell Carter Jr. (30) | Wendell Carter Jr. (16) | Cole Anthony (7)          | Amway Center 15 012               | 19 - 53 |
| 73    | 22 mars    | Golden State          | V 94-90        | Wendell Carter Jr. (19) | Wendell Carter Jr. (8)  | Anthony, Hampton (5)      | Amway Center 17 164               | 20 - 53 |
| 74    | 23 mars    | @ Oklahoma City       | D 102-118      | Chuma Okeke (19)        | Mohamed Bamba (10)      | Cole Anthony (11)         | Paycom Center 14 393              | 20 - 54 |
| 75    | 26 mars    | Sacramento            | D 110-114 (OT) | Franz Wagner (19)       | Mohamed Bamba (13)      | Cole Anthony (9)          | Amway Center 16 366               | 20 - 55 |
| 76    | 28 mars    | @ Cleveland           | D 101-107      | Wendell Carter Jr. (15) | Wendell Carter Jr. (12) | Carter Jr., F. Wagner (6) | Rocket Mortgage FieldHouse 19 432 | 20 - 56 |
| 77    | 30 mars    | @ Washington          | D 110-127      | Franz Wagner (28)       | Okeke, M. Wagner (8)    | Markelle Fultz (7)        | Capital One Arena 16 455          | 20 - 57 |

| Match | Date match | Équipe      | Score     | Meilleur marqueur  | Meilleur rebondeur | Meilleur passeur    | Lieux Spectateurs      | Série   |
| ----- | ---------- | ----------- | --------- | ------------------ | ------------------ | ------------------- | ---------------------- | ------- |
| 78    | 1er avril  | Toronto     | D 89-102  | Mohamed Bamba (15) | Mohamed Bamba (10) | Markelle Fultz (7)  | Amway Center 17 566    | 20 - 58 |
| 79    | 3 avril    | New York    | D 88-118  | Moritz Wagner (18) | Mohamed Bamba (12) | Markelle Fultz (6)  | Amway Center 15 747    | 20 - 59 |
| 80    | 5 avril    | Cleveland   | V 120-115 | Mohamed Bamba (21) | Mohamed Bamba (12) | R. J. Hampton (7)   | Amway Center 16 897    | 21 - 59 |
| 81    | 7 avril    | @ Charlotte | D 101-128 | Chuma Okeke (20)   | R. J. Hampton (8)  | Markelle Fultz (6)  | Spectrum Center 16 427 | 21 - 60 |
| 82    | 10 avril   | Miami       | V 125-111 | Mohamed Bamba (21) | Moritz Wagner (11) | Markelle Fultz (15) | Amway Center 19 253    | 22 - 60 |

### Confrontations en saison régulière
| Conférence Est      | Conférence Est                              | Conférence Est                              | Conférence Est                              | Conférence Est                              | Conférence Ouest                            | Conférence Ouest                            | Conférence Ouest                            |
| Division Atlantique | Division Atlantique                         | Division Atlantique                         | Division Atlantique                         | Division Atlantique                         | Division Nord-Ouest                         | Division Nord-Ouest                         | Division Nord-Ouest                         |
| Équipe              | Domicile                                    | Domicile                                    | Extérieur                                   | Extérieur                                   | Équipe                                      | Domicile                                    | Extérieur                                   |
| ------------------- | ------------------------------------------- | ------------------------------------------- | ------------------------------------------- | ------------------------------------------- | ------------------------------------------- | ------------------------------------------- | ------------------------------------------- |
| Boston              | 79-92                                       | 83-116                                      | 111-116 (OT)                                |                                             | Denver                                      | 108-103                                     | 111-121                                     |
| Brooklyn            | 90-123                                      | 108-150                                     | 113-115                                     | 100-93                                      | Minnesota                                   | 118-110                                     | 115-97                                      |
| New York            | 96-121                                      | 88-118                                      | 110-104                                     | 104-98                                      | Oklahoma City                               | 90-85                                       | 102-118                                     |
| Philadelphie        | 106-116                                     | 114-116 (OT)                                | 96-101                                      | 110-123                                     | Portland                                    | 88-98                                       | 113-95                                      |
| Toronto             | 89-102                                      |                                             | 109-110                                     | 103-97                                      | Utah                                        | 107-100                                     | 99-114                                      |
|                     | 0–9                                         | 0–9                                         | 4–5                                         | 4–5                                         |                                             | 4–1                                         | 2–3                                         |
| Division            | 4–14                                        | 4–14                                        | 4–14                                        | 4–14                                        | Division                                    | 6–4                                         | 6–4                                         |
| Division Centrale   | Division Centrale                           | Division Centrale                           | Division Centrale                           | Division Centrale                           | Division Pacifique                          | Division Pacifique                          | Division Pacifique                          |
| Équipe              | Domicile                                    | Domicile                                    | Extérieur                                   | Extérieur                                   | Équipe                                      | Domicile                                    | Extérieur                                   |
| Chicago             | 88-123                                      | 114-95                                      | 98-102                                      | 115-126                                     | Golden State                                | 94-90                                       | 95-126                                      |
| Cleveland           | 120-115                                     |                                             | 92-105                                      | 101-107                                     | L.A. Clippers                               | 102-111                                     | 104-106                                     |
| Detroit             | 119-103                                     | 120-134                                     | 103-110                                     | 92-97                                       | L.A. Lakers                                 | 105-116                                     | 94-106                                      |
| Indiana             | 119-103                                     | 114-122 (OT)                                | 119-118                                     |                                             | Phoenix                                     | 99-102                                      | 105-132                                     |
| Milwaukee           | 110-127                                     | 118-136                                     | 108-117                                     | 92-123                                      | Sacramento                                  | 110-114 (OT)                                | 130-142                                     |
|                     | 4–5                                         | 4–5                                         | 1–8                                         | 1–8                                         |                                             | 1–4                                         | 0–5                                         |
| Division            | 5–13                                        | 5–13                                        | 5–13                                        | 5–13                                        | Division                                    | 1–9                                         | 1–9                                         |
| Division Sud-Est    | Division Sud-Est                            | Division Sud-Est                            | Division Sud-Est                            | Division Sud-Est                            | Division Sud-Ouest                          | Division Sud-Ouest                          | Division Sud-Ouest                          |
| Équipe              | Domicile                                    | Domicile                                    | Extérieur                                   | Extérieur                                   | Équipe                                      | Domicile                                    | Extérieur                                   |
| Atlanta             | 99-111                                      | 109-130                                     | 111-129                                     | 104-98                                      | Dallas                                      | 110-108                                     | 92-108                                      |
| Charlotte           | 111-120                                     | 99-106                                      | 116-109                                     | 101-128                                     | Houston                                     | 119-111                                     | 116-118                                     |
| Miami               | 105-115                                     | 125-111                                     | 90-107                                      | 83-93                                       | Memphis                                     | 115-135                                     | 96-124                                      |
|                     |                                             |                                             |                                             |                                             | New Orleans                                 | 104-110                                     | 108-102                                     |
| Washington          | 92-104                                      | 100-102                                     | 106-112                                     | 110-127                                     | San Antonio                                 | 98-102                                      | 97-123                                      |
|                     | 1–7                                         | 1–7                                         | 1–6                                         | 1–6                                         |                                             | 2–3                                         | 2–4                                         |
| Division            | 2–13                                        | 2–13                                        | 2–13                                        | 2–13                                        | Division                                    | 4–7                                         | 4–7                                         |
| Conférence          | 11–40 (Domicile : 5–21; Extérieur : 6–19)   | 11–40 (Domicile : 5–21; Extérieur : 6–19)   | 11–40 (Domicile : 5–21; Extérieur : 6–19)   | 11–40 (Domicile : 5–21; Extérieur : 6–19)   | Conférence                                  | 11–20 (Domicile : 7–8; Extérieur : 4–12)    | 11–20 (Domicile : 7–8; Extérieur : 4–12)    |
| Total               | 22–60 (Domicile : 12–29; Extérieur : 10–31) | 22–60 (Domicile : 12–29; Extérieur : 10–31) | 22–60 (Domicile : 12–29; Extérieur : 10–31) | 22–60 (Domicile : 12–29; Extérieur : 10–31) | 22–60 (Domicile : 12–29; Extérieur : 10–31) | 22–60 (Domicile : 12–29; Extérieur : 10–31) | 22–60 (Domicile : 12–29; Extérieur : 10–31) |

## Classements
| Conférence Est | Conférence Est              | Conférence Est | Conférence Est | Conférence Est | Conférence Est | Conférence Est | Conférence Est |
| No             | Franchise                   | Vic.           | Déf.           | MJ             | V/D            | GB             |                |
| -------------- | --------------------------- | -------------- | -------------- | -------------- | -------------- | -------------- | -------------- |
| 1              | c - Heat de Miami           | 53             | 29             | 82             | .646           | –              |                |
| 2              | y - Celtics de Boston       | 51             | 31             | 82             | .622           | 2              |                |
| 3              | y - Bucks de Milwaukee      | 51             | 31             | 82             | .622           | 2              |                |
| 4              | x - 76ers de Philadelphie   | 51             | 31             | 82             | .622           | 2              |                |
| 5              | x - Raptors de Toronto      | 48             | 34             | 82             | .585           | 5              |                |
| 6              | x - Bulls de Chicago        | 46             | 36             | 82             | .561           | 7              |                |
|                |                             |                |                |                |                |                |                |
| 7              | x - Nets de Brooklyn        | 44             | 38             | 82             | .537           | 9              |                |
| 8              | pi - Cavaliers de Cleveland | 44             | 38             | 82             | .537           | 9              |                |
| 9              | x - Hawks d'Atlanta         | 43             | 39             | 82             | .524           | 10             |                |
| 10             | pi - Hornets de Charlotte   | 43             | 39             | 82             | .524           | 10             |                |
|                |                             |                |                |                |                |                |                |
| 11             | o - Knicks de New York      | 37             | 45             | 82             | .451           | 16             |                |
| 12             | o - Wizards de Washington   | 35             | 47             | 82             | .427           | 18             |                |
| 13             | o - Pacers de l'Indiana     | 25             | 57             | 82             | .305           | 28             |                |
| 14             | o - Pistons de Détroit      | 23             | 59             | 82             | .280           | 30             |                |
| 15             | o - Magic d'Orlando         | 22             | 60             | 82             | .268           | 31             |                |

| Division Sud-Est          | V  | D  | MJ | V/D  | GB | Dom   | Ext   | Div  |
| ------------------------- | -- | -- | -- | ---- | -- | ----- | ----- | ---- |
| y - Heat de Miami         | 53 | 29 | 82 | .646 | –  | 29–12 | 24–17 | 13–3 |
| x - Hawks d'Atlanta       | 43 | 39 | 82 | .524 | 10 | 27–14 | 16–25 | 9–7  |
| o - Hornets de Charlotte  | 43 | 39 | 82 | .524 | 10 | 22–19 | 21–20 | 8–8  |
| o - Wizards de Washington | 35 | 46 | 82 | .427 | 18 | 21–20 | 14–27 | 7–9  |
| o - Magic d'Orlando       | 22 | 60 | 82 | .268 | 31 | 12–29 | 10–31 | 3–13 |